# 原臺南刑務所要道館
原臺南刑務所要道館是臺灣臺南市的文化資產，位於中西區，是臺南刑務所的附屬設施，於民國九十二年（2003年）5月13日公告為市定古蹟，後因行政區改制而為直轄市定古蹟。現此建築還在修繕中。
該建築是全臺僅存的四座刑務所演武場之一，另外三棟分別是新竹少年刑務所演武場、臺中刑務所演武場與臺南刑務所嘉義支所演武場；此外在該建築周圍僅存的臺南刑務所相關建築尙有原臺南刑務所合宿、原臺南刑務所官舍與原臺南刑務所長宿舍，於109年8月12日合併指定為古蹟「原臺南刑務所木造建築群」。

## 建築
臺南刑務所要道館由「演武場」、「俱樂部」、「湯浴」三部分組成，演武場位於東棟，供司獄官練習武道，俱樂部位於西棟，供練武者交誼活動，湯浴則位於南棟，供練武者更衣、沐浴。